# Karl Edward Wagner

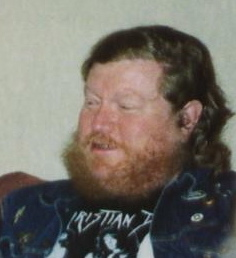
Karl Edward Wagner, 1989

Karl Edward Wagner (* 12. Dezember 1945 in Knoxville, c; † 13. Oktober 1994 Chapel Hill, North Carolina) war ein US-amerikanischer Schriftsteller und Verleger. Er schrieb vor allem Romane und Kurzgeschichten in den Genres Fantasy sowie Horror und galt für viele Fantasy-Fans als legitimer Nachfolger von Robert E. Howard. Er ist Namensgeber des zu seinen Ehren von der British Fantasy Society jährlich verliehenen Karl Edward Wagner Award (The Special Award) für besondere schriftstellerische Leistungen.

## Leben
Wagner wuchs in seiner Heimatstadt Knoxville im Süden der USA auf. Inspiriert durch die Lektüre zahlreicher Pulp-Magazine, die er ein Leben lang leidenschaftlich sammelte, begann er im Alter von 15 Jahren zu schreiben. Er absolvierte die Central High-School in Knoxville und das Kenyon College und begann ein Medizinstudium an der University of North Carolina. Nachdem er promoviert hatte, eröffnete er eine Praxis als Psychiater, die er allerdings Mitte der Siebziger aufgab, um freischaffender Schriftsteller zu werden.
1970 veröffentlichte er seinen ersten Roman Herrin der Schatten. Das Buch erschien jedoch nur bei einem kleinen Verlag, der noch dazu ohne Wissen des Autors den Roman kürzte und sogar das Aussehen der Hauptfigur Kane änderte. Während er Kurzgeschichten in semiprofessionellen Magazinen veröffentlichte, erschienen nach und nach vor allem Romane und Kurzgeschichtensammlungen um Kane, die erfolgreichste Figur Wagners (siehe unten). Außerdem verfasste er jeweils eine Pastiche zu den Robert E. Howard Figuren Bran Mak Morn (Legion der Schatten, 1976) und Conan (Conan und die Straße der Könige, 1979). Zusammen mit David Drake (Co-Autor von Wagners 1984 erschienenem Roman Killer) und Jim Groce gründete er 1975 den Verlag Carcosa Press, der zwei Horrorgeschichtensammlungen veröffentlichte. Mit dem durch den Film Conan der Barbar ausgelösten Fantasy-Boom bekam er auch Kontakt zu Filmproduzenten, die ursprünglich einen Film über Kane machen wollten. Stattdessen schrieb er diverse Drehbücher für Filme und Fernsehserien, die aber selten tatsächlich verfilmt wurden. Ab 1983 trat er vor allem als Herausgeber für den Sammelband The Year’s Best Horror Stories in Erscheinung. Er bemühte sich auch um die Wiederveröffentlichung alter Fantasy-Geschichten, zum Beispiel in der Anthologie Years of Valor.
Im Oktober 1994 wurde er tot in seinem Haus aufgefunden. Als Todesursache wurde Leberversagen aufgrund seines jahrelangen Alkoholmissbrauchs festgestellt.

## Die Figur Kane
Die bekannteste Figur Wagners ist seine Interpretation des biblischen Brudermörders Kain. Er stellt ihn als Rebellen gegen Gott dar, der frei und eigenverantwortlich entscheiden möchte. Nachdem er seinen Bruder Abel erschlagen hat, verflucht ihn Gott dazu, für immer auf Erden zu wandeln. Kane altert nicht und ist gegen Krankheiten gefeit, nur durch die von ihm selbst entfesselte Gewalt kann er den Tod finden. Sein Kennzeichen sind seine durchdringenden eisblauen Augen, die ihn als Mörder kennzeichnen (Wagners Version des Kainsmals). Weiterhin hat er traditionell als abweichend und böse stigmatisierte Eigenschaften wie rote Haare und Linkshändigkeit.
Physisch besitzt Kane die typischen Eigenschaften eines Fantasyhelden: ein großer muskelbepackter und gefürchteter Schwertkämpfer. Er ist jedoch auch überdurchschnittlich intelligent, gebildet und ein skrupelloser Intrigant. Er stellt einen Antihelden in der Tradition der Schauerromane des 19. Jahrhunderts dar. Kane ist fast nur auf seinen eigenen Vorteil bedacht, er handelt amoralisch und setzt Gewalt und Lüge ein, wann immer es ihm passt. Wiederkehrende Motive sind hier die durch sein langes Leben bedingte Langeweile und Rachedurst gegenüber Gott. Typisches Merkmal der Geschichten ist das ewige Scheitern von Kanes Plänen. Aber auch die Nebenfiguren entsprechen nicht den typischen Klischees, oft ist die Grenze zwischen Gut und Böse nicht klar zu erkennen.
In den drei nicht miteinander zusammenhängenden Romanen tritt Kane für gewöhnlich als Antagonist der Hauptfiguren auf. In den zahlreichen Erzählungen ist er hingegen meist selbst der Protagonist. So auch in Der Verfluchte (eng. Cold light), in welchem sich ein erschöpfter Kane in eine Geisterstadt zurückzieht, um neue Kraft zu schöpfen. Ein fanatischer „Kämpfer gegen das Böse“ sucht ihn aber gemeinsam mit Mitstreitern auf, um dem Mythos Kane den Garaus zu machen. Um sein Ziel zu erreichen, begeht der Fanatiker aber selber Böses, da er die Handvoll verbliebener Bewohner der Stadt drangsaliert. Wagner zeigt anschaulich, dass der Zweck (die Vernichtung des Bösen) nicht jegliches Mittel gebrauchen darf, ohne selbst amoralisch zu werden.
Die späteren, in Deutschland größtenteils unveröffentlichten Kurzgeschichten setzen Kane in verschiedene Zeitepochen und Umgebungen. So trifft er auf Elric von Melniboné (und eröffnet die interessante Frage, ob Kane nicht ein Ewiger Held sei) oder er wird zum Protagonisten viktorianischer und moderner Schauerstücke, die Wagners Hang zum Horror spiegeln.

## Auszeichnungen
- 1975: British Fantasy Award für die Kurzgeschichte Sticks
- 1976: World Fantasy Award, Sonderpreis
- 1977: British Fantasy Award für die Kurzgeschichte Two Suns Setting
- 1978: Phoenix Award für das Lebenswerk
- 1983: World Fantasy Award für die Erzählung Beyond Any Measure
- 1983: British Fantasy Award, Sonderpreis
- 1984: British Fantasy Award für die Kurzgeschichte Neither Brute Nor Human
- 1995: Deathrealm Award für die Anthologie The Year's Best Horror Stories XXII
- 1998: Bram Stoker Award für die Sammlung Exorcisms and Ecstasies
- 2013: Aufnahme in die East Tennessee Writers’ Hall of Fame

## Bibliografie
Kane-Saga
Romane:
- Darkness Weaves with Many Shades … (1970, auch als Darkness Weaves, 1978)
  - Deutsch: Die Saga von Kane: Herrin der Schatten. Übersetzt von Martin Eisele. Bastei Lübbe TB #20015, 1979, ISBN 3-404-01439-1. Auch als: Herrin der Schatten. Übersetzt von Martin Baresch. In: Das Buch Kane. 1989. Auch: Golkonda, 2018, ISBN 978-3-942396-93-6.
- Bloodstone (1975)
  - Deutsch: Die Saga von Kane: Der Blutstein. Übersetzt von Martin Eisele. Bastei Lübbe TB #20023, 1980, ISBN ISBN 3-404-20023-X. Auch als: Der Blutstein. Übersetzt von Martin Baresch. In: Das Buch Kane. 1989. Auch: Golkonda, 2014, ISBN 978-3-942396-91-2.
- Dark Crusade (1976)
  - Deutsch: Die Saga von Kane: Kreuzzug des Bösen. Übersetzt von Michael Görden. Bastei Lübbe TB #20009, 1979, ISBN 3-404-01259-3. Auch als: Kreuzzug des Bösen. In: Kane der Verfluchte. 1989. Auch: Golkonda, 2015, ISBN 978-3-942396-92-9.

Kurzgeschichten:
- Cold Light (1973)
  - Deutsch: Der Verfluchte. In: Die Saga von Kane: Der Verfluchte. 1978. Auch in: Kane der Verfluchte. 1989.
- Mirage (1973)
  - Deutsch: Die Schattenburg. In: Kane der Verfluchte. 1989.
- Reflections for the Winter of My Soul (1973)
  - Deutsch: Ein Spiegelbild für den Winter meiner Seele. In: Kane der Verfluchte. 1989.
- In the Lair of Yslsl (1974)
  - Deutsch: Im Bann Yslsls. In: Erhard Ringer, Hermann Urbanek (Hrsg.): Die Götter von Pegana. Heyne (Heyne Science Fiction & Fantasy #4076), 1984, ISBN 3-453-31040-3.
- Lynortis Reprise (1974)
  - Deutsch: Lynortis' Vergeltung. In: Kane der Verfluchte. 1989.
- The Dark Muse (1975)
  - Deutsch: Die schwarze Muse. In: Kane der Verfluchte. 1989.
- Sing a Last Song of Valdese (1976)
  - Deutsch: Sing noch einmal von Valdese. In: Kane der Verfluchte. 1989.
- Two Suns Setting (1976)
  - Deutsch: Der letzte Held. In: Lin Carter (Hrsg.): Der dunkle König. Pabel (Terra Fantasy #88), 1981. Auch als: Zwei Sonnen sinken. In: Das Buch Kane. 1989.
- Raven’s Eyrie (1977)
  - Deutsch: Rabenhorst. In: Kane der Verfluchte. 1989.
- The Other One (1977)
- Undertow (1977)
  - Deutsch: Im Sog. In: Das Buch Kane. 1989.
- In the Wake of the Night: An Excerpt (1981)
- Misericorde (1983)
- The Treasure of Lynortis (1984)
  - Deutsch: Der Schatz von Lynortis. In: Hugh Walker (Hrsg.): Magira, #37. EDFC, 1987.
- Lacunae (1986)
- At First Just Ghostly (1989)
- Deep in the Depths of the Acme Warehouse (1994)
- The Gothic Touch (1994)

Sammlungen:
- Death Angel’s Shadow (1973)
- Night Winds (1978)
- The Book of Kane (1985)
- Gods in Darkness (2002)
- Midnight Sun: The Complete Stories of Kane (2003)

Deutsche Zusammenstellungen:
- Die Saga von Kane. In dieser Reihe erschienen neben den Romanen (siehe oben) die folgenden Bände mit Erzählungen:
  - Der Verfluchte. Übersetzt von Michael Görden. Bastei Lübbe TB #20004, 1978, ISBN 3-404-01073-6.
  - Sohn der Nacht. Übersetzt von Michael Görden. Bastei Lübbe TB #20011, 1979, ISBN 3-404-01387-5.
  - Die Rache des Verfluchten. Bastei Lübbe TB #20026, 1980, ISBN 3-404-20026-8.
- Das Buch Kane. Bastei-Lübbe TB #20121, 1989, ISBN 3-404-20121-3.
- Kane der Verfluchte. Bastei-Lübbe TB #20124, 1989, ISBN 3-404-20124-8.

Romane
- Legion From the Shadows (1976, Roman mit Bran Mak Morn, einer Figur von Robert E. Howard)
  - Deutsch: Die Sage von Bran Mak Morn 2: Legion der Schatten. Übersetzt von Eva Eppers. Bastei-Lübbe TB #20068, 1985, ISBN 3-404-20068-3.
- Conan : The Road of Kings (1979)
  - Deutsch: Conan und die Strasse der Könige. Heyne TB #3968, 1983, ISBN 3-453-30867-0.
- Killer (1985, mit David Drake)

Sammlungen
- In a Lonely Place (1983)
- Why Not You and I? (1987)
- Unthreatened by the Morning Light (1989)
- Exorcisms and Ecstasies (1996)
- Red Harvest (2002)
- Karl Edward Wagner: Masters of the Weird Tale (2011)

The Best Horror Stories of Karl Edward Wagner:
- 1 Where the Summer Ends (2012)
- 2 Walk on the Wild Side (2012)

Kurzgeschichten
- Stardust (1959)
- In the Pines (1973)
  - Deutsch: Unter den Fichten. In: Michael Görden (Hrsg.): Der letzte Kuß. Bastei Lübbe (Phantastische Literatur #72051), 1986, ISBN 3-404-72051-2.
- Killer (1974, mit David Drake)
- Sticks (1974, Cthulhu-Mythos)
- Sign of the Salamander (1975, Curtiss Stryker)
- The Last Wolf (1975)
- The Fourth Seal (1975)
- The Coming of Ghor (Part 2 of 17) (1977)
- The Day of the Lion (1978)
- Mourning of the Following Day (1979)
- .220 Swift (1980)
- Where the Summer Ends (1980)
- The River of Night’s Dreaming (1981, The King in Yellow)
- Beyond Any Measure (1982)
- Neither Brute Nor Human (1983)
- Into Whose Hands (1983)
- More Sinned Against (1984)
- Blue Lady, Come Back (1985, Curtiss Stryker)
- Old Loves (1985)
- Shrapnel (1985)
- Silted In (1987)
- Endless Night (1987)
- Lost Exits (1987)
- Satan’s Gun (1987, Adrian Becker)
- An Awareness of Angels (1988)
- But You’ll Never Follow Me (1990)
- Cedar Lane (1990)
- A Fair Cop (1991)
- The Kind Men Like (1991)
- The Slug (1991)
- Did They Get You to Trade? (1992)
  - Deutsch: Tote sind das einzig Wahre. In: Dennis Etchison (Hrsg.): Metahorror. Heyne (Heyne Allgemeine Reihe #9773), 1996, ISBN 3-453-09299-6.
- One Paris Night (1992, Adrian Becker)
- Hell Creek (1993, Adrian Becker)
- Little Lessons in Gardening (1993)
- A Walk on the Wild Side (1993)
- Passages (1994)
- In the Middle of a Snow Dream (1994)
- I’ve Come to Talk with You Again (1995)
  - Deutsch: Ich bin wiedergekommen, um mit dir zu reden. In: Stephen Jones, David A. Sutton (Hrsg.): Darker Terrors. Festa (Festa Sammlerausgaben), 2017.
- Locked Away (1995)
- Plan 10 from Inner Space (1995)
- The Picture of Jonathan Collins (1995)
  - Deutsch: Das Bildnis des Jonathan Collins. In: Frank Festa (Hrsg.): Zart wie Babyhaut. Festa (Festa Horror TB #1523), 2010, ISBN 978-3-86552-077-7.
- Gremlin (1995)
- Prince of the Punks (1995)
- Final Cut (1996)
- Brushed Away (1997)
- The Education of Gergy-doo-doo (1997)

Anthologien (als Herausgeber)
- The Year’s Best Horror Stories VIII–XXII (1980–1994)
- Echoes of Valor I–III (1987, 1989, 1991)
- Intensive Scare (1990)